# Bundesstrasse 407
Bundesstrasse 407 är en förbundsväg i Tyskland. Vägen går ifrån Perl till Hermeskeil via bland annat Saarburg och Reinsfeld. Vägen går i förbundsländerna Saarland och Rheinland-Pfalz.